# 方法論
方法論（ほうほうろん、英語: methodology）とは、最も一般的な意味では研究方法の研究である。しかし、この用語は方法そのものや、関連する背景的前提の哲学的議論を指す場合もある。方法とは、知識の獲得や知識主張の検証など、ある目標をもたらすための構造化された手順である。これは通常、標本調査の選択、その標本からのデータ収集、データの解釈などの様々な段階を含む。方法の研究は、これらのプロセスの詳細な記述と分析に関わる。これには異なる方法を比較する評価的側面も含まれる。このようにして、それらがどのような利点と欠点を持ち、どのような研究目標のために使用できるかが評価される。これらの記述と評価は哲学的背景の前提に依存している。例として、研究される現象をどのように概念化するか、それらに対する証拠や反証となるものは何かということが挙げられる。最も広い意味で理解される場合、方法論はこれらのより抽象的な問題の議論も含む。
方法論は伝統的に定量的研究と定性的研究に分けられる。定量的研究は自然科学の主要な方法論である。これは正確な数値的測定を使用する。その目的は通常、将来の出来事を予想するために使用される普遍的法則を見つけることである。自然科学における支配的な方法論は科学的方法と呼ばれる。これには観測や仮説の形成などの段階が含まれる。さらなる段階としては、実験を使用して仮説をテストし、測定値を予想される結果と比較し、発見を公表することがある。
定性的研究は社会科学にとってより特徴的であり、正確な数値的測定にはあまり重点を置かない。それは普遍的で予測可能な法則よりも、研究される現象の意味の深い理解を目指している。社会科学でよく見られる一般的な方法には、調査、面接、フォーカスグループ、およびノミナルグループ技法がある。これらは、サンプルサイズ、問われる質問のタイプ、および一般的な設定について互いに異なる。近年、多くの社会科学者は、定量的および定性的方法論を組み合わせた混合法研究を使用し始めている。
多くの方法論に関する議論は、定量的アプローチが優れているかどうか、特に社会領域に適用された場合に適切かどうかという問題に関わる。一部の理論家は、方法論を一般的な学問として拒否する。例えば、方法は研究するよりも使用すべきであるため無用であると主張する者もいる。また、研究者の自由と創造性を制限するため有害であると主張する者もいる。方法論者はしばしば、良い方法論は研究者が効率的な方法で信頼できる理論に到達するのを助けると主張して、これらの反論に応える。方法の選択はしばしば重要である。なぜなら、同じ事実資料でも、用いられる方法によって異なる結論に至る可能性があるからである。方法論に対する関心は、20世紀に、学際的な作業の重要性の増大と効率的な協力を妨げる障害のために高まった。

## 定義
「方法論」という用語は様々な意味と関連している。最も一般的な用法では、方法、方法を研究する分野、またはこれらのプロセスに関わる背景的前提の哲学的議論のいずれかを指す。一部の研究者は、方法はデータ収集のモードであるのに対し、方法論はより一般的な研究戦略であり、研究プロジェクトをどのように実施するかを決定すると主張して、方法と方法論を区別している。この意味で、方法論には調査の意図された結果に関する様々な理論的コミットメントが含まれる。

### 方法として
「方法論」という用語は時として「方法」という用語の同義語として使用される。方法とは、何らかの予め定義された目標に到達する方法である。それは理論的または実践的問題解決のための計画的で構造化された手順である。この点で、方法は自由で非構造化された問題解決アプローチとは対照的である。例えば、要約統計量はデータ解析の方法であり、放射性炭素年代測定は有機物の年齢を決定する方法であり、ソテーは料理の方法であり、プロジェクトベースの学習は教育的方法である。「技術」という用語は、学術的な日常的な談話の両方で同義語としてしばしば使用される。方法は通常、各アプリケーションに対して明確に定義された一連の決定と行為を含み、繰り返し可能な指示のシーケンスとして表現可能である。方法の段階に従う目的は、それによって約束された結果をもたらすことである。調査の文脈では、方法は自然、社会、および思考の規則性を発見するためのルールと手順の体系として定義される場合がある。この意味で、方法論は新しい知識に到達するために使用される手順、または既存の知識主張を検証および反証するための技術を指すことがある。これにはデータの収集とその分析の両方に関連する様々な問題が含まれる。収集に関しては、標本調査の問題と、調査、インタビュー、または観察のようなデータ収集自体をどのように行うかという問題が関わる。また、収集されたデータを統計やその他の方法で分析して興味深い結論を抽出するための多くの方法がある。

### 方法の研究として
しかし、多くの理論家は「方法」と「方法論」という用語の違いを強調している。この点で、方法論は「方法の研究または記述」、または「ある分野で採用される方法、規則、および仮定の原理の分析」と定義される場合がある。この研究または分析には、様々な方法に関連する前提と実践の発見、および研究設計と仮説検定の詳細な説明が含まれる。また、評価的側面も含まれる：データ収集の形式、測定戦略、およびデータを分析する方法が比較され、それらの異なる研究目標および状況に関連する利点と欠点が評価される。この点で、方法論は科学的研究を効率的に行うために必要なスキル、知識、および実践的指導を提供する。それは、研究者が科学的プロセスで行う必要がある様々な決定のための指針として機能する。
方法論は、具体的な特定の方法と科学哲学によって議論される抽象的で一般的な問題との中間点として理解することができる。この点で、方法論は研究問題の策定後に来て、研究者がプロセスで使用する方法を決定するのを助ける。例えば、方法論は研究者が特定のケースでなぜ一つのサンプリング方法が別のものよりも望ましいのか、あるいはどの形式のデータ分析が最良の結果をもたらす可能性が高いのかを決定するのを助けるべきである。方法論は方法を説明し、評価し、正当化することによってこれを達成する。異なる方法があるように、異なる方法論もある。異なる方法論は、方法が評価され説明される方法に異なるアプローチを提供し、したがって特定のケースでどの方法を使用するかについて異なる提案をする場合がある。
アレクサンドル・ゲオルギエヴィチ・スピルキンによれば、「方法論は、理論的および実践的活動を組織化し構造化するための原則と一般的な方法のシステム、またはこのシステムの理論である」。ヘレン・カラは方法論を「研究のための文脈的枠組み、研究者が行う選択を導く見解、信念、価値観に基づく首尾一貫した論理的スキーム」と定義している。ジニー・E・ガルシアとダドリー・L・ポストンは、方法論を研究を導く規則と前提の複雑な体系として、あるいはそのような規則と手順の分析として理解している。規則と前提の体系として、方法論は分析の対象だけでなく、分析によって使用される概念的道具および分析の限界を定義する。研究プロジェクトは通常、研究プロセスとして知られる構造化された手順によって統治される。このプロセスの目標は研究問題によって与えられ、どのような種類の情報を取得しようとしているかを決定する。

### 背景的前提の議論として
一部の理論家は方法の記述、比較、評価だけでなく、より一般的な哲学的問題も含むより広い方法論の理解を好む。この広いアプローチの一つの理由は、どの方法をいつ使用するかの議論が、しばしば研究の目標と性質に関するものなど、様々な背景的前提を当然のことと見なしているためである。これらの前提は、どの方法を選択し、それにどのように従うかについて、時に重要な役割を果たすことがある。例えば、トーマス・クーンは『科学革命の構造』の中で、科学はパラダイムまたは枠組みの中で操作され、それがどのような質問が問われ、何が良い科学と見なされるかを決定すると論じている。これは、研究される現象をどのように概念化するか、それらに対する証拠や反証は何か、そしてそれらを研究する一般的な目標は何かについての哲学的な不一致に関わる。したがって、この広い意味では、方法論は哲学と重なり、これらの前提を明示し、それらに賛成および反対する議論を提示する。C・S・ヘルマンによれば、良い方法論は分析されるデータの構造を明確にし、研究者が現象を新しい光の下で見るのを助ける。この点で、方法論はパラダイムに似ている。スピルキンによって擁護される同様の見解は、すべての方法論の中心的側面はそれに伴う世界観であると主張している。
背景的前提の議論には、適切な研究方法論に重要な意味を持つ場合には、形而上学的および存在論的問題が含まれることがある。例えば、観察された現象を外部の独立した現実と見なす実在論的視点は、しばしば経験的データ収集と、より距離を置いた客観的な態度の強調と関連している。一方、観念論者は、外部的現実は心から完全に独立しているわけではないと主張し、したがって研究プロセスにもより主観的な傾向を含める傾向がある。
定量的研究アプローチにとって、方法論における哲学的論争には、科学的方法の帰納的解釈と仮説演繹法的解釈の区別が含まれる。定性的研究については、多くの基本的前提は解釈学、プラグマティズム、マルクス主義、批判理論、およびポストモダンなどの哲学的立場と結びついている。クーンによれば、このような議論における重要な要素は、異なるパラダイムが通約不可能性を持つということである。これは、対立する理論的および方法論的前提を評価するための包括的な枠組みがないことを意味する。この批判は、データの着実な蓄積に基づく科学的進歩に関連する定量的アプローチの様々な前提に疑問を投げかける。
科学哲学における抽象的な理論的問題のその他の議論も時に含まれる。これには、科学的研究がフィクションの執筆とどのように、そしてそれとは異なるのか、また研究が研究すると主張する現象を構築するのではなく、客観的事実を研究するかどうかなどの問題が含まれることがある。後者の意味では、一部の方法論者は科学の目標が既存の現実を表現することよりも、社会における抑圧されたグループに有利な何らかの社会的変化をもたらすことであると主張している。

### 関連する用語と問題
ヴィクネッシュ・アンディアッパンとヨーク・キン・ワンは、プロセスシステム工学の分野を使用して、「方法論」という用語を密接に関連する「アプローチ」、「方法」、「手順」、「技術」という用語と区別している。彼らの見解では、「アプローチ」が最も一般的な用語である。それは「一連の前提に基づいて問題に対処するために使用される方法または方向」と定義できる。例として、階層的な方法で一度に1つのタスクを考慮する階層的アプローチと、それらをすべて同時に考慮する同時アプローチの違いがある。方法論はもう少し具体的である。それらはアプローチを実現するために必要な一般的な戦略であり、選択をする方法のガイドラインとして理解される場合がある。しばしば「フレームワーク」という用語が同義語として使用される。方法はアプローチを実践的に実装するためのさらに具体的な方法である。方法論は研究者がどの方法に従うかを決定するのを助けるガイドラインを提供する。方法自体は技術のシーケンスとして理解される場合がある。技術は観察および測定できる取られるステップである。各技術にはいくつかの即時の結果がある。ステップの全シーケンスは「手順」と呼ばれる。同様だがより複雑でない特徴付けは時に外国語教育の分野で見られ、教育プロセスは「アプローチ」、「方法」、「技術」に基づく3つのレベルの概念化で記述される場合がある。
方法論の定義に関する一つの問題は、それが記述的な学問として理解されるべきか、それとも規範性のある学問として理解されるべきかということである。この点での主な違いは、方法論が方法または科学者が実際に行うことの価値中立的な記述を提供するかどうかである。多くの方法論者は規範的な意味で彼らの技芸を実践し、つまり異なる方法の利点と欠点について明確な意見を表明する。この点で、方法論は研究者が「実際に行うこと」だけでなく、彼らが「すべきこと」または「良い」研究を行う方法についてのものでもある。

## タイプ
理論家はしばしば方法論の様々な一般的なタイプまたはアプローチを区別する。最も影響力のある分類は、定量的研究と定性的研究の方法論を対比している。

### 定量的および定性的
定量的研究は自然科学と密接に関連している。それは正確な数値的測定に基づいており、これらは次に正確な一般法則に到達するために使用される。この精度は、後に他の研究者によって検証できる予測を行うという目標にも反映されている。定量的研究の例としては、大型ハドロン衝突型加速器の物理学者が新しく作成された粒子の質量を測定すること、そしてポジティブ心理学者が収入と主観的幸福感の自己評価との相関を判断するためにオンライン調査を実施することが挙げられる。
定性的研究は学術文献ではさまざまな方法で特徴づけられるが、この用語の正確な定義はほとんどない。それはしばしば定量的研究と対比して、研究対象を数値的に定量化しない研究形態のために使用される。しかし、これら2つのタイプの区別は必ずしも明白ではなく、様々な理論家はそれが二分法ではなく連続体として理解されるべきだと主張している。多くの定性的研究はある形の人間の経験または人間行動に関するものであり、その場合、研究対象の意味の深い理解について少数の個人に焦点を当てる傾向がある。定性的方法の例としては、市場調査者が人々が新製品にどのように反応するかを学ぶためにフォーカスグループを実施すること、または医学研究者が新しい実験的治療の参加者に構造化されていない詳細なインタビューを実施して、その潜在的な利点と欠点を評価することが挙げられる。また、データ収集材料および質問票設計を通知するなど、定量的研究を改善するためにも使用される。定性的研究は、既存の知識が不十分な分野でしばしば採用される。このようにして、分野と潜在的な理論の第一印象を得ることが可能になり、それによって後続の研究でその問題を調査する道が開かれる。
定量的方法は自然科学で支配的であるが、両方の方法論が社会科学で使用されている。一部の社会科学者は主に一つの方法に焦点を当てる一方、他の者は様々な異なる方法を使用して同じ現象を調査しようとする。両方のアプローチにとって中心的なのは、データ収集に使用される個人のグループがどのように選択されるかである。このプロセスは標本調査として知られている。これには測定される個人または現象のサブセットの選択が含まれる。この点で重要なのは、選択されたサンプルが全体の母集団を代表するということ、つまり選択時に重大な偏りが含まれていなかったということである。そうでない場合、収集されたデータは母集団全体がどのようなものであるかを反映していない。これは、偏ったデータから導き出された一般化と予測に影響を与える。選択された個人の数は「標本サイズ」と呼ばれる。定性的研究の場合、標本サイズは通常かなり小さいが、定量的研究は大きなグループに焦点を当て、多くのデータを収集する傾向がある。収集後、データは分析され解釈されて、研究問題に直接関係する興味深い結論に到達する必要がある。このようにして、得られた豊富な情報が要約され、それによって他者にとってより利用しやすくなる。特に定量的研究の場合、これはしばしば多くの個々の測定値を理解するために何らかの形の統計の適用を含む。
方法論の歴史における多くの議論は、自然科学によって使用される定量的方法を中心に展開している。この点での中心的な問題は、それらが社会科学や歴史などの他の分野にどの程度適用できるかということである。自然科学の成功はしばしば定量的方法論の優位性の指標と見なされ、このアプローチを他の分野にも適用する議論として使用された。しかし、この見方はより最近の方法論的議論において疑問視されてきた。この点で、自然科学のパラダイムは理性の一面的な発展であり、すべての調査領域に同様に適しているわけではないとしばしば主張される。社会科学における定量的および定性的方法の分裂は、この批判の一つの結果である。
どの方法がより適切かは、しばしば研究の目標によって異なる。例えば、定量的方法は通常、明確に定式化および測定できる予想される仮説を評価するために優れている。一方、定性的方法は複雑な個々の問題を研究するために使用でき、しばしば新しい仮説を定式化する目標を持っている。これは特に既存の対象知識が不十分な場合に関連性がある。定量的方法の重要な利点には、精度と信頼性が含まれる。しかし、それらは社会科学にとって関心のある非常に複雑な現象を研究することがしばしば困難である。データが誤って解釈されて、測定自体によって直接サポートされていない結論を擁護する場合、追加の問題が発生する可能性がある。近年、社会科学の多くの研究者が両方の方法論を組み合わせ始めている。これは混合法研究として知られている。このための中心的な動機は、2つのアプローチが様々な方法で互いを補完できるということである：いくつかの問題は一方の方法論では無視されるか研究するのが困難であり、もう一方のアプローチでよりよく取り組まれる。他のケースでは、両方のアプローチが同じ問題に適用されて、より包括的で十分に考慮された結果を生成する。
定性的および定量的研究はしばしば異なる研究パラダイムおよび背景的前提と関連している。定性的研究者はしばしば解釈的または批判的アプローチを使用するが、定量的研究者は実証主義的アプローチを好む傾向がある。これらのアプローチ間の重要な意見の相違は、客観性および堅実な経験的データの役割、ならびに深い理解または社会的変化ではなく予測的成功という研究目標に関するものである。

### その他
他にもさまざまな分類が提案されている。一つは実質的方法論と形式的方法論を区別する。実質的方法論は、一つの特定の調査領域に焦点を当てる傾向がある。それによる発見は、最初はこの特定の分野に限定されているが、他の調査領域に移転可能かもしれない。一方、形式的方法論は様々な研究に基づいており、異なる分野に適用できるより一般的な原則に到達しようとする。それらはまた、科学の言語および科学的説明の形式的構造の分析に特に重点を置くことがある。密接に関連する分類は、哲学的、一般的科学的、および特殊科学的方法を区別する。
方法論的見解の一つのタイプは「手続き主義」と呼ばれる。それによれば、方法論の目標は、研究プロセスを簡単な規則のセットまたはレシピに要約することであり、それに正確に従えば自動的に良い研究につながる。しかし、この理想が定量的研究のいくつかの形態に許容される可能性がある一方、定性的研究には失敗すると主張されている。この立場のための一つの議論は、研究は技術ではなく、方法に盲目的に従うことによって達成できない工芸であるという主張に基づいている。この点で、研究は良い科学にするためには創造性と即興のある形態に依存する。
その他のタイプには、帰納的、演繹的、および超越論的方法がある。帰納的方法は経験科学で一般的であり、多くの特定の観察から一般的な結論、しばしば普遍的法則の形で到達するために帰納的推論を通じて進行する。演繹的方法、軸索的方法とも呼ばれるものは、しばしば幾何学のような形式科学に見られる。それらは自明な公理または最初の原理のセットから始まり、演繹を使用してこれらの公理から興味深い結論を推論する。超越論的方法はカント主義およびドイツ観念論の哲学で一般的である。それらは特定の観察から始まる。観察された現象は、それらの可能性の条件が満たされている場合にのみ存在できると主張される。このようにして、研究者は現象が他の方法では観察可能ではないという主張に基づいて、一般的な心理的または形而上学的結論を導き出すことができる。

## 重要性
方法論の適切な理解は、研究分野のさまざまな問題にとって重要であると主張されてきた。それらには、効率的で信頼性の高い研究を実施する問題と、他者による知識主張を検証する能力の両方が含まれる。方法はしばしば科学的進歩の主要な要因の一つと見なされている。これは特に自然科学にとって真実であり、16世紀および17世紀における実験的方法の発展がしばしば自然科学の成功と顕著さの原動力と見なされている。いくつかのケースでは、方法論の選択が研究プロジェクトに深刻な影響を与える可能性がある。その理由は、同じ事実資料から、選択された方法論に基づいて非常に異なる、そして時には反対の結論が導き出される可能性があるためである。
アレクサンドル・ゲオルギエヴィッチ・スピルキンは、広い意味で理解される方法論は非常に重要であると主張している。なぜなら、世界は私たちに無数の実体とそれらの間の関係を提示するからである。方法はこの複雑さを簡素化し、それを支配する方法を見つけるために必要である。理論的側面では、これは真の信念を形成し、問題を解決する方法に関わる。実践的側面では、これは自然に影響を与え、お互いに対処するスキルに関わる。これらの異なる方法は通常、ある世代から次の世代に受け継がれる。スピルキンは、より抽象的なレベルでの方法論への関心は、これらの技術を向上させるため、そして使用したり伝達したりすることをより容易にするために、それらを形式化する試みの中で生じたと主張している。例えば、研究の分野では、このプロセスの目標は、信頼できない手段によって取得された単なる意見とは対照的に、知識を獲得するための信頼できる手段を見つけることである。この点で、「方法論は知識を獲得し構築する方法である」。
様々な理論家は、方法論への関心が20世紀に著しく上昇したことを観察している。この増加した関心は、この主題に関する学術的出版物だけでなく、特に方法論に焦点を当てたトレーニングプログラムの制度化された設立にも反映されている。この現象はさまざまな方法で解釈することができる。一部の人々はそれをトピックの理論的および実践的重要性の肯定的な指標と見なしている。他の人々はこの方法論への関心を、方法を適用して具体的な主題に研究を行うのではなく、方法自体を研究することに時間とエネルギーを費やす過度の関心として解釈している。この方法論に対する曖昧な態度は時に同一人物にも見られる。例えば、マックス・ヴェーバーは彼の時代の方法論への焦点を批判したが、彼自身がそれに対して重要な貢献をした。スピルキンはこの発展の重要な理由の一つが、現代社会が多くの世界的問題に直面しているためだと信じている。これらの問題は一人の研究者や一つの学問分野だけでは解決できず、多くの分野からの協力的な努力が必要である。このような学際的な取り組みは、それぞれの分野の方法を理解する能力に関して、また全てに等しく使用されるより均質な方法を開発することに関して、方法論的進歩から大きな利益を得る。

## 批判
方法論に対するほとんどの批判は、それの特定の形態または理解に向けられている。そのような場合、一つの特定の方法論的理論は拒否されるが、多くの異なる理論を含む研究分野として理解される方法論全体は拒否されない。この点で、方法論に対する多くの反対意見は、特に唯一の実行可能なアプローチとして扱われる場合、定量的アプローチに焦点を当てている。それにもかかわらず、一般的に方法論に対するより根本的な批判もある。それらはしばしば、方法論の抽象的な議論とそれらの賛否の理由にはほとんど価値がないという考えに基づいている。この点で、重要なのは方法の適切な使用であり、その綿密な研究ではないと主張される場合がある。例えば、ジークムント・フロイトは方法論者を「彼らは眼鏡を通して見る時間がないほど、眼鏡を徹底的に掃除する人々に」例えた。ライト・ミルズによれば、方法論の実践はしばしば「方法と技術のフェティシズム」に変質する。
方法論的反省が時間の無駄であるだけでなく、実際に悪影響を持つと主張する人もいる。そのような議論は、エージェントがそれらを用いることにのみ焦点を当てたときに最もうまく機能する他のスキルとの類比によって擁護される場合がある。この点で、反省はプロセスを妨げ、回避可能な間違いを引き起こす可能性がある。ギルバート・ライルの例によれば、「我々は、通常、足について多く考えれば、より良くではなく、より悪く走る」。この批判のより軽微なバージョンは、方法論そのものを拒否するのではなく、その重要性を否定し、それへの激しい焦点を拒否する。この点で、方法論はまだ限定的で従属的な有用性を持っているが、それに過度の重点を置くと、実践を妨げることによって、注意を逸らすか、さらには逆効果になる可能性がある。
もう一つの批判路線は、方法論のより一般的で抽象的な性質に関するものである。それは、方法の議論は具体的で特定のケースでのみ有用であり、多くまたはすべてのケースを統治する抽象的なガイドラインに関しては有用でないと述べている。一部の反方法論者は、研究者が自分の仕事を効果的に行うためには自由が必要であるという主張に基づいて方法論を拒否する。しかし、この自由は「柔軟性のない不適切なガイドライン」によって制約され抑制される可能性がある。例えば、ケリー・チェンバレンによれば、良い解釈が挑発的で洞察力を持つためには創造性が必要であり、これは厳密にコード化されたアプローチによって禁止される。チェンバレンは、この方法論への過度の強調を指すために「メソドラトリー」という新語を使用している。同様の議論は、ポール・ファイヤアーベントの著書「方法への挑戦」にも見られる。
しかし、これらの一般的な方法論に対する批判は必ずしも受け入れられるわけではない。多くの方法論者は、方法論の適切な理解によって研究の効率性と信頼性がどのように向上するかを指摘することによって、彼らの工芸を擁護している。
より具体的な形の方法論に対する批判は、社会学者ハワード・S・ベッカーの著作に見られる。彼は通常、定量的研究に関連付けられた一つの特定の方法の擁護者として行動する方法論者について、かなり批判的である。この点でよく引用される引用は、「方法論は方法論者に任せるにはあまりにも重要である」というものである。アラン・ブライマンはこの方法論に対する否定的な見方を拒否している。彼はベッカーの批判は、方法論をすべての種類の方法への包括的な調査として、そして自分の好む方法に非信者を変換するための単なる教義としてではなく理解することによって避けることができると主張している。

## 異なる分野における
方法論の重要性の一部は、それが関連する分野の数に反映されている。それらには自然科学および社会科学だけでなく、哲学と数学も含まれる。

### 自然科学

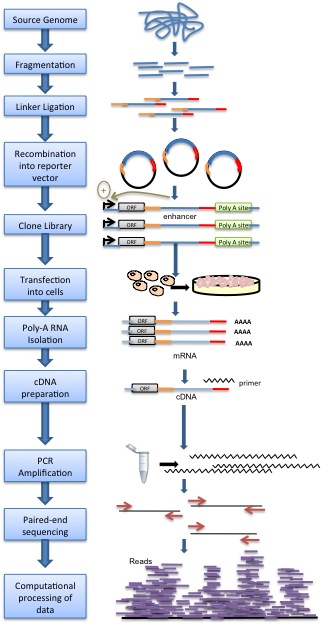
ある種のDNAシークエンシングの基礎となる方法論

自然科学（天文学、生物学、化学、地球科学、および物理学など）における支配的な方法論は、科学的方法と呼ばれる。その主要な認知的目標は通常、知識の創造とされるが、理解、説明、または予測的成功などの密接に関連する目標も提案されている。厳密に言えば、一つの科学的方法というものは存在しない。この点で、「科学的方法」という表現は一つの特定の手順を指すのではなく、上記の分野すべてに特徴的なさまざまな一般的または抽象的な方法論的側面を指す。重要な特徴は、問題が明確な方法で定式化されていることと、理論に対して提示される証拠が公開され、信頼でき、再現可能であることである。最後の点は重要であり、他の研究者が実験を繰り返して初期の研究を確認または反証できるようにするためである。このため、状況のさまざまな要因と変数を制御して歪みの影響を避け、他の研究者による後続の測定が同じ結果をもたらすことを確実にすることがしばしば必要である。科学的方法は数値データを取得することを目的とした定量的アプローチである。このデータはしばしば数学的公式を使用して記述される。目標は通常、実験の人工的状況だけでなく、世界全体に適用される普遍的な一般化に到達することである。いくつかのデータは高度な測定機器を使用してのみ取得できる。データが非常に複雑な場合、そこから結論を導くために洗練された統計的技術を採用することが必要な場合がしばしばある。
科学的方法はしばしばいくつかのステップに分解される。典型的なケースでは、手順は定期的な観察と情報の収集から始まる。これらの発見は、観察された現象を記述し説明する仮説を科学者に定式化させる。次のステップは、この特定の仮説のために設計された実験を実施することである。実験の実際の結果は、仮説に基づいて期待される結果と比較される。そして発見は、初期の仮説の確認または反証として解釈され、公表される場合がある。
科学的方法の2つの中心的な側面は、観測と実験である。この区別は、実験が何らかの形の操作または介入を含むという考えに基づいている。このようにして、研究される現象が積極的に作成または形成される。例えば、ウイルスのDNAをバクテリアに挿入する生物学者は実験の一形態に従事している。一方、純粋な観察は、独立した実体を受動的な方法で研究することを含む。これは、例えば天文学者が遠くにある天体の軌道を観察する場合である。観察は古代科学では主要な役割を果たした。16世紀と17世紀の科学革命は、科学的方法論において実験にはるかに中心的な役割を与えるパラダイムの変化を引き起こした。これはしばしば、現代科学が積極的に「自然に質問する」と述べることによって表現される。区別は通常、範例的なケースでは明確であるが、それらが観察として特徴づけられるべきか実験として特徴づけられるべきかが明らかでない多くの中間的なケースも存在する。
この分野における中心的な議論は、帰納的および仮説演繹法的方法論の区別に関するものである。これら二つのアプローチ間の核心的な不一致は、科学的理論の確認についての理解に関わる。帰納的アプローチは、理論はそのすべての正の事例、つまりそれを例示するすべての観察によって確認または支持されると主張する。例えば、多くの白い白鳥の観察は「すべての白鳥は白い」という普遍的な仮説を確認する。一方、仮説演繹的アプローチは、正の事例ではなく理論の演繹的結果に焦点を当てる。このようにして、研究者は実験を行う前に演繹を使用して、どのような観察を期待するかを推論する。これらの期待は、実際に行う観察と比較される。このアプローチはしばしば反証に基づく否定的な形をとる。この点で、正の事例は仮説を確認せず、負の事例はそれを反証する。仮説が真であるという肯定的な指示は、反例を見つけるための多くの試みが失敗した場合にのみ間接的に与えられる。このアプローチの礎石は帰無仮説であり、これは観察されているものの間に接続（因果性を参照）がないと仮定する。研究者は、明確で再現可能なプロセスで文書化された関連する方法や技術を通じて自分自身の仮説を反証するために全力を尽くすことが求められる。彼らがそうすることに失敗した場合、帰無仮説が偽であると結論づけることができ、これは観察された現象間の関係についての彼ら自身の仮説に対する支持を提供する。

### 社会科学
社会科学ではかなり多くの方法論的多様性が見られ、定量的および定性的アプローチの両方が使用されている。それらは調査、インタビュー、フォーカスグループ、ノミナルグループ技法などのさまざまな形式のデータ収集を採用している。調査は定量的研究に属し、通常、大規模なグループの個人に与えられる何らかの形の質問票を含む。質問が参加者によって容易に理解できることが最も重要である。なぜなら、そうでなければ回答にあまり価値がない可能性があるからである。調査は通常、オープンクエスチョンの回答の解釈に伴うさまざまな問題を避けるために、閉鎖的質問に限定される。それらはこの点でインタビューと対照的であり、インタビューは個々の参加者により重点を置き、しばしばオープンな質問を含む。構造化インタビューは前もって計画され、各個人に与えられる一連の固定質問がある。それらは非構造化インタビューと対照的であり、後者は自由流動的な会話により近く、興味深く関連性のある質問を見つけるためにインタビュアー側でより多くの即興を必要とする。半構造化インタビューは中間地点を構成する：それらは事前に決定された質問と前もって計画されていない質問の両方を含む。構造化インタビューは、異なる参加者の回答を比較し、一般的な結論を導き出すことを容易にする。しかし、それらはまた何が発見されるかを制限し、それによって多くの面で調査を制約する。インタビューのタイプと深さに応じて、この方法は定量的または定性的研究のどちらかに属する。研究会話とマディインタビューという用語は、必ずしもデータ収集のためだけに行われないような非公式な環境で行われるインタビューを記述するために使用されている。一部の研究者は、彼らと参加者が自分たちの環境をナビゲートし関与する間にインタビューを実施することによって、同行法を採用している。
フォーカスグループは、市場調査でよく使用される定性的研究方法である。それらは少数の人口統計学的に類似した人々を含むグループインタビューの一形態を構成する。研究者はこの方法を使用して、参加者の相互作用と反応に基づいてデータを収集することができる。インタビューは多くの場合、調査中のトピックに関する参加者の意見を尋ねることから始まり、それが今度はグループメンバーが個人的な見解を表現し議論する自由な交換につながる可能性がある。フォーカスグループの重要な利点は、それらがアイデアと理解が文化的文脈でどのように機能するかについての洞察を提供できることである。しかし、これらの洞察を使用して、より広範な公衆に当てはまるより一般的なパターンを識別することは通常困難である。フォーカスグループの一つの利点は、短時間で問題についての幅広い異なる視点を識別するのに役立つことである。グループの相互作用はまた、興味深い貢献を明確にし拡大するのに役立つことがある。一つの欠点は、モデレーターの個性とグループ効果によるものであり、これらは参加者によって述べられる意見に影響を与える可能性がある。異文化設定に適用される場合、文化的および言語的適応およびグループ構成の考慮事項は、グループディスカッションにおいてより大きな参加を促進するために重要である。
ノミナルグループ技法はフォーカスグループに似ているが、いくつかの重要な違いがある。グループはしばしば問題の分野の専門家で構成される。グループの規模は同様だが、参加者間の相互作用はより構造化されている。目標は、異なる問題について専門家間にどれだけの合意があるかを判断することである。初期の回答は多くの場合、各参加者によって事前の会話なしに書面形式で与えられる。この方法では、表明された意見に潜在的に影響を与えるグループ効果が最小化される。後のステップでは、異なる回答とコメントがグループ全体によって議論され、相互に比較される場合がある。
これらのデータ収集形式のほとんどは、何らかのタイプの観測を含む。観察は自然な設定、つまり「フィールド」で行われるか、研究室などの管理された設定で行われる場合がある。管理された設定は、その人工性のために結果を歪める危険性を伴う。その利点は、関連する要因を正確に制御することにあり、これは観察をより信頼性があり再現可能にするのに役立つ。非参加観察は、距離を置いた、あるいは外部からのアプローチを含む。この場合、研究者は参与観察とは対照的に、観察された現象を引き起こしたり変更したりすることなく、それらを記述し記録することに焦点を当てる。
社会科学分野における重要な方法論的議論は、それらが自然科学のように、硬質で、客観的で、価値中立的な事実を扱うかどうかという問題に関わる。実証主義者はこの特徴付けに同意するが、社会科学についての解釈的および批判的視点とは対照的である。ウィリアム・ノイマンによれば、実証主義は「人間活動の一般的なパターンを予測するために使用できる確率的因果性法則のセットを発見し、確認するために、演繹的論理と個人の行動の正確な経験的観察を組み合わせた組織的方法」と定義できる。この見解は解釈主義者によって拒否される。例えば、マックス・ヴェーバーは、自然科学の方法は社会科学には不適切であると主張している。代わりに、意味と人々がどのように社会的世界を創造し維持するかにより重点が置かれる。社会科学における批判理論的方法論は、カール・マルクスとジークムント・フロイトに関連している。それは、他のアプローチを使って研究される多くの現象が単なる歪みや表面的な幻想であるという前提に基づいている。それはこれらの歪みの背後に隠された物質世界のより深い構造を明らかにしようとする。このアプローチは、人々が社会的変化と改善をもたらすのを助けるという目標によってしばしば導かれる。

### 哲学
哲学的方法論は、哲学で使用される方法を研究するメタ哲学的調査の分野である。これらの方法は、哲学者がどのように研究を行い、知識を獲得し、競合する理論間で選択するかを構造化する。それは、過去に哲学者によって使用されてきた方法に関する記述的問題と、どの方法が使用されるべきかという規範的問題の両方に関わる。多くの哲学者は、これらの方法が通常、測定装置を通じて得られた実験データに依存しないという点で、自然科学で見られる方法とは大きく異なることを強調している。どの方法に従うかは、哲学的理論がどのように構築されるか、どのテーゼが擁護されるか、そしてどの議論が賛成または反対に引用されるかについて広範な含意を持つことができる。この点で、多くの哲学的な意見の不一致は方法論的な意見の不一致に起源がある。歴史的に、方法的懐疑や現象学的方法のような新しい方法の発見は、哲学的議論に重要な影響を与えてきた。
哲学の歴史を通じて、多様な方法が採用されてきた。方法論的懐疑は系統的な疑いの役割に特別な重要性を与える。このようにして、哲学者は絶対に確実な疑う余地のない第一原理を発見しようとする。幾何学的方法はそのような第一原則から始まり、演繹的推論を用いてそれらに基づいた包括的な哲学的システムを構築する。現象学は物事がどのように見えるかに特に重要性を与える。それはこれらの物事が実際に外部世界に存在するかどうかについての判断を保留することから成る。この技術はエポケーとして知られており、それらの原因についての仮定とは無関係に現象を研究するために使用できる。概念分析の方法は、分析哲学の出現と共に特に顕著になった。それは概念をその最も基本的な構成要素に分解することによって研究し、それらの意味を明確にする。常識哲学は一般的で広く受け入れられた信念を哲学的ツールとして使用する。それらは興味深い結論を導き出すために使用される。これはしばしば、常識に反する急進的な哲学的立場を信用失墜させるという否定的な意味で使用される。日常言語学派哲学は非常に類似した方法を持っている：それは対応する用語が日常言語でどのように使用されているかを見ることによって哲学的問題にアプローチする。
哲学における多くの方法は何らかの形の直観に依存している。それらは例えば、思考実験を評価するために使用される。思考実験は、哲学的理論を確認または反駁するために、状況を想像してそれらの可能な結果を評価することを含む。反照的均衡の方法は、関連するすべての信念と直観を検討し再評価することにより、一貫した視点を形成しようとする。プラグマティズム者は、哲学的理論の実践的結果に焦点を当て、それらが真か偽かを評価する。実験哲学は最近開発されたアプローチであり、経験的証拠を収集し、哲学的主張を正当化するために社会心理学および認知科学の方法論を使用する。

### 数学
数学の分野では、合成的、分析的、演繹的、帰納的、および発見的方法などのさまざまな方法が区別できる。例えば、合成的方法と分析的方法の違いは、前者が既知から始まり未知に進むのに対し、後者は未知から既知への道を見つけようとする点にある。幾何学の教科書はしばしば合成的方法を用いて進行する。それらは既知の定義と公理のリストから始め、初期の問題の解決策が見つかるまで、一度に一つの推論ステップを取ることによって進行する。合成的方法の重要な利点は、その明確で短い論理的説明にある。一つの欠点は、最初のステップが意図された結論に導くとは通常明らかではないことである。これは読者にとって驚きとなる場合があり、数学者が最初にどのようなステップを踏むべきかを知っていたかが説明されていないためである。分析的方法は、数学者が実際に発見する方法をよりよく反映している場合が多い。このため、それはしばしば数学を教えるためのより良い方法として見なされる。それは意図された結論から始まり、それが演繹できる別の式を見つけようとする。次に、同じプロセスをこの新しい式に適用し、すでに証明された定理までさかのぼって追跡する。2つの方法の違いは主に数学者が考え、彼らの証明を提示する方法に関するものである。2つは同じ証明がどちらの方法でも提示される可能性があるという意味で同等である。

### 統計学
統計学はデータの分析、解釈、および提示を調査する。それは多くの観察と測定のデータを扱わなければならない多くの形の定量的研究において中心的な役割を果たす。そのような場合、データ解析はクレンジング、変換、およびデータモデリングを行い、実用的な結論に到達するために使用される。データ分析にはさまざまな方法がある。それらは通常、要約統計量と推計統計学に分けられる。記述統計学は手元のデータに限定される。それは最も顕著な特徴を要約し、洞察力のある方法で提示しようとする。これは例えば、その分布を視覚化したり、統計指標、例えば平均や標準偏差などを計算したりすることによって行われる。一方、推論統計学は、標本に基づくこのデータを使用して、大きな母集団について推論を引き出す。それは一般化と予測を行う形や、具体的な仮説の確率を評価する形をとる場合がある。

### 教育学
教育学は教授法の研究または科学として定義できる。この点で、それは教育の方法論である：それは教育の目的を達成するために適用できる方法と実践を調査する。これらの目的には、知識の伝達だけでなく、スキルと性格特性の育成も含まれる。その主な焦点は、通常の学校の文脈における教授法にある。しかし、その最も広い意味では、学校の内外を問わず、すべての形の教育を包含している。この広い意味で、教育学は「他者の学習を高めることを目的とした一人による意識的な活動」に関するものである。このようにして行われる教授は、教師と学習者という二つの当事者間で行われるプロセスである。教育学は、教師が学習者が問題の主題についての理解を促進する経験を経験するのをどのように助けることができるかを調査する。
様々な影響力のある教育学的理論が提案されてきた。精神訓練理論は古代ギリシャですでに一般的であり、教育の主な目標は知的能力を訓練することであると述べている。それらは通常、教育を受けた人々が持つ能力、態度、および価値観の特定の理想に基づいている。自然主義理論によれば、子供たちには特定の方法で発達する生来の自然な傾向がある。それらにとって、教育学は必要な外部条件が整えられていることを確認することによって、このプロセスが起こるのを助ける方法についてのものである。ヘルバルト主義は教育の5つの本質的な構成要素を特定する：準備、提示、関連付け、一般化、および適用。それらは教育プロセスの異なる段階に対応する：そのための準備、新しいアイデアの提示、これらのアイデアを既知のアイデアと関連付けること、それらの事例の背後にある一般的な原則を理解すること、そして学んだことを実践に移すことである。学習理論は主に学習がどのように行われるかに焦点を当て、これらの洞察に基づいて適切な教授法を定式化する。その一つは統覚または連合主義理論であり、心を主にアイデアと経験の間の連想の観点から理解する。この見解では、心は最初は白紙である。学習は正しい連想を確立することによって心を発達させる一形態である。行動主義心理学はより外部志向の学習理論である。それは学習を古典的条件づけと同一視し、刺激に対する望ましい反応パターンを引き出し強化することを目的として学習者に刺激を提示することによって、学習者の行動を形成する。
どの特定の方法が最適かの選択は、主題や学習者の年齢などのさまざまな要因に依存する。学生側の興味と好奇心は学習成功の主要な要因の一つである。これは、選択された教授法の一つの重要な側面が、これらの動機付けの力が内発的または外発的動機付けを通じて維持されることを確実にすることであることを意味する。多くの形の教育はまた、例えばテストの形で、学習者の進歩の定期的な評価を含む。これは教育プロセスが成功していることを確実にし、必要に応じて選択された方法に調整を加えるのに役立つ。

## 関連概念
方法論にはいくつかの関連概念があり、「パラダイム」や「アルゴリズム」などがある。科学の文脈では、パラダイムは概念的な世界観である。それはいくつかの基本的な概念と一般的な理論から成り、研究される現象がどのように概念化されるべきか、そしてそれらを研究するためにどの科学的方法が信頼できるとみなされるかを決定する。様々な理論家は方法論の類似した側面を強調している。例えば、それらが研究される現象に対する一般的な見方を形作り、研究者がそれらを新しい光の下で見るのを助けるということである。
計算機科学では、アルゴリズムは有限の数のステップで問題解決の解決に到達するための手順または方法論である。各ステップは、各アプリケーションに対して明確な方法で実行できるように、正確に定義されなければならない。通常、繰り返し可能な指示のシーケンスとして表現可能である。アルゴリズムのステップに従う目標は、それによって約束された結果をもたらすことである。例えば、ユークリッドの互除法は2つの整数の最大公約数を求める問題を解決するアルゴリズムである。それは2つの数を比較し、一方から他方を引くなどの単純なステップに基づいている。